# Marine royale du royaume des Deux-Siciles
La Marine royale du royaume des Deux-Siciles (en italien : Real Marina del Regno delle Due Sicilie ou Armata di Mare di S.M. il Re del Regno delle Due Sicilie) sont les terminologies officielles, telles qu'elles apparaissent dans les documents de l'époque, de la marine militaire du royaume des Deux-Siciles, qui avec l'armée royale constituait les forces armées du Royaume. Le terme Regio, parfois utilisé aujourd'hui, fut introduit seulement après l'annexion au royaume de Sardaigne.
La Marine des Deux-Siciles était la plus importante des marines militaires de l'Italie pré-unitaire, elle fut prise en modèle par Camillo Cavour pour la nouvelle Regia Marina italienne après l'annexion du royaume des Deux-Siciles.

## Histoire

### Sous Charles, roi de Naples et de Sicile en 1735
Depuis 1735, la permanente menace des pirates barbaresques, comme étaient appelés les peuples de l’Afrique du Nord, imposa une politique maritime au nouveau souverain Charles III qui confia au Marquis de Montealegre, son ministre de la Guerre et de la Marine, la constitution d'une armée de mer.
Le 10 décembre 1735, le « Regolamento (...) para el extablaciemiento (...) de su Exquadra de Galeras, Arsenal, Darsena... » exprimé en espagnol, est promulgué.
Une escadre de quatre galères fut constituée, trois acquises auprès des États pontificaux qui formèrent le noyau de la marine qui se développa au cours des années suivantes jusqu'à atteindre une dimension répondant pleinement aux nécessités du Royaume, à savoir la protection vitale du trafic maritime des pirates barbaresques.
Le règlement fut également important car il marqua l'origine de l'Académie de la Marine royale. En 1741, au cours de la guerre qui opposait l'Espagne à l'Autriche, une escadre anglaise, qui était dans Naples, imposa au roi Charles III de rester neutre. En réponse à cet affront, le souverain jugea nécessaire de renforcer la Marine militaire ordonnant la construction de vaisseaux et de frégates, ainsi que des navires légers qui furent toujours d'une grande importance.

Charles III avec sa flotte quittant Naples pour l'Espagne
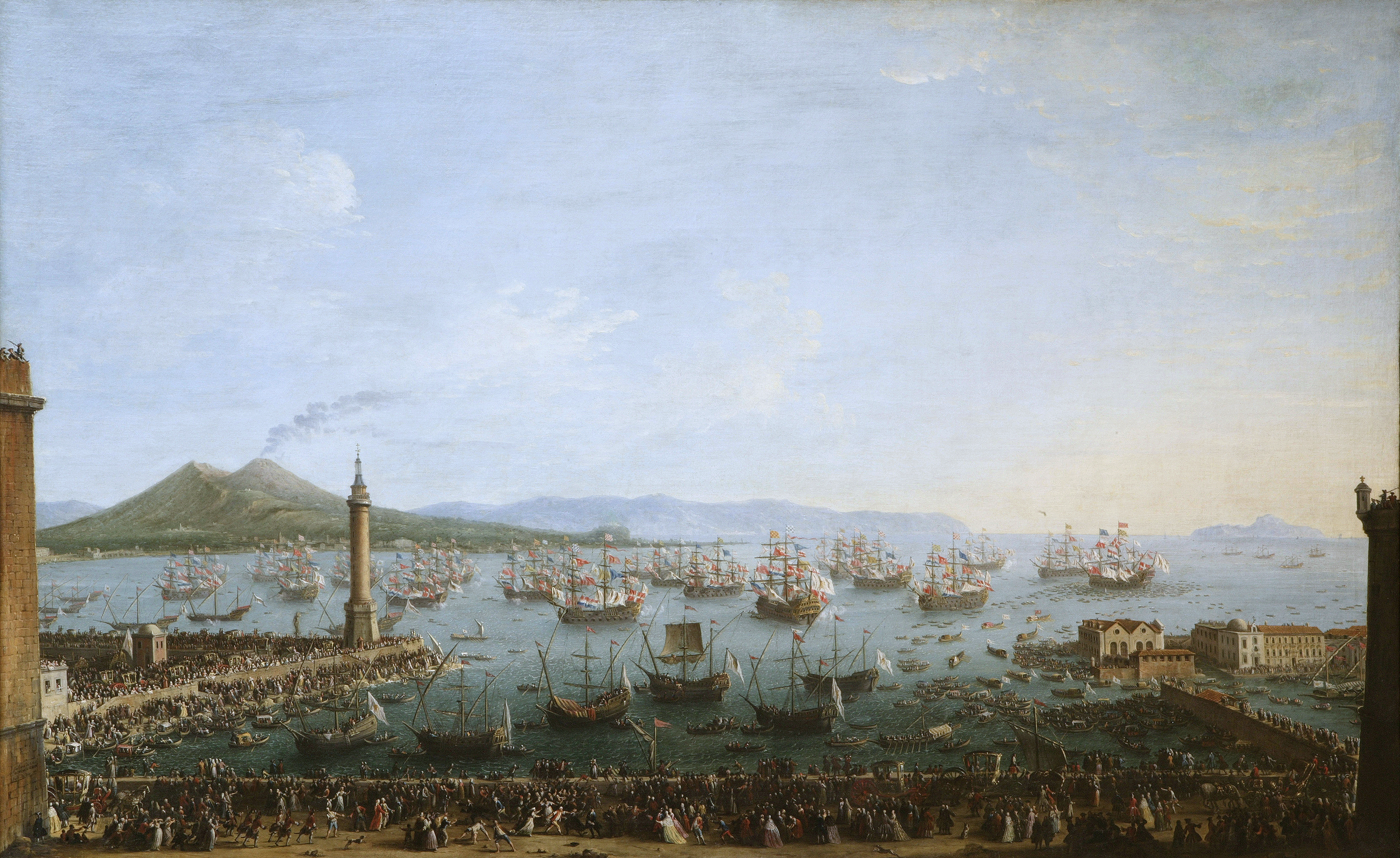
Vue du port, toile d'Antonio Joli, musée de Capodimonte, Naples, 1759.
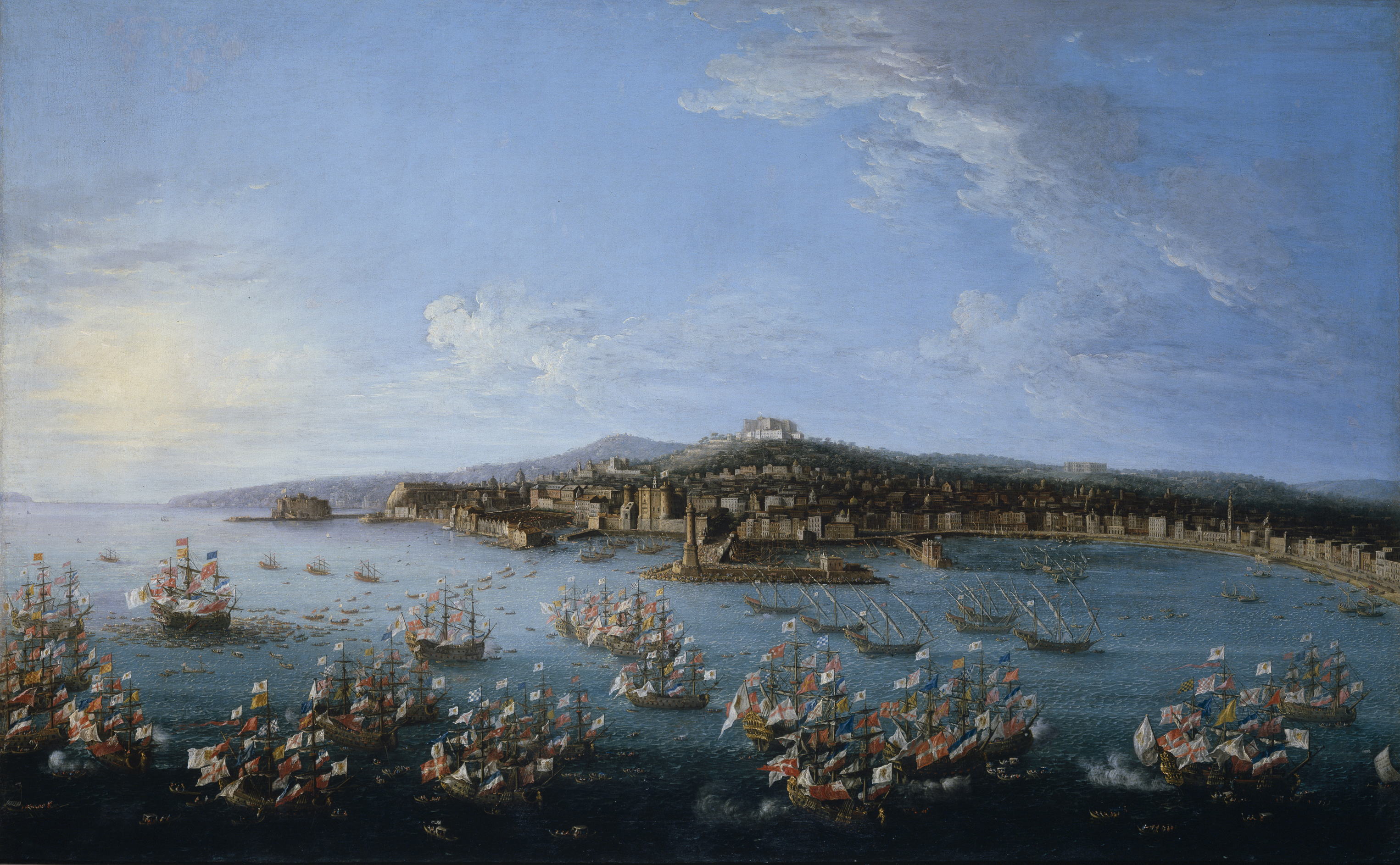
Vue de la mer, toile d'Antonio Joli, musée du Prado, Madrid, 1759.

En 1759, lors de la fin du règne de Charles III, la flotte se composait de :
Escadre des bateaux constituée de
- Navire de ligne de 64 San Filippo la Reale,
- frégate de 50 San Carlo la Partenope,
- frégate de 40 Regina,
- frégate de 40 Concezione,
- frégate de 40 Santa Amalia,

Escadre des galères formée de
- galère Capitana,
- galère Sant'Antonio,
- galère Patrona,
- galère San Gennaro,

Escadre de chebecs formée de
- chebec de 20 San Gennaro,
- chebec de 20 San Pasquale,
- chebec de 20 San Ferdinando,
- chebec de 20 San Gabriele,
- chebec de 20 San Luigi,
- chebec de 20 "San Antonio", commandé par le capitaine Giuseppe Martinez connu comme Capitan Peppe et pour s'être opposé aux pirates barbaresques, leur empruntant les techniques d'attaque et de piraterie.

### Sous FerdinandIer, roi en 1759

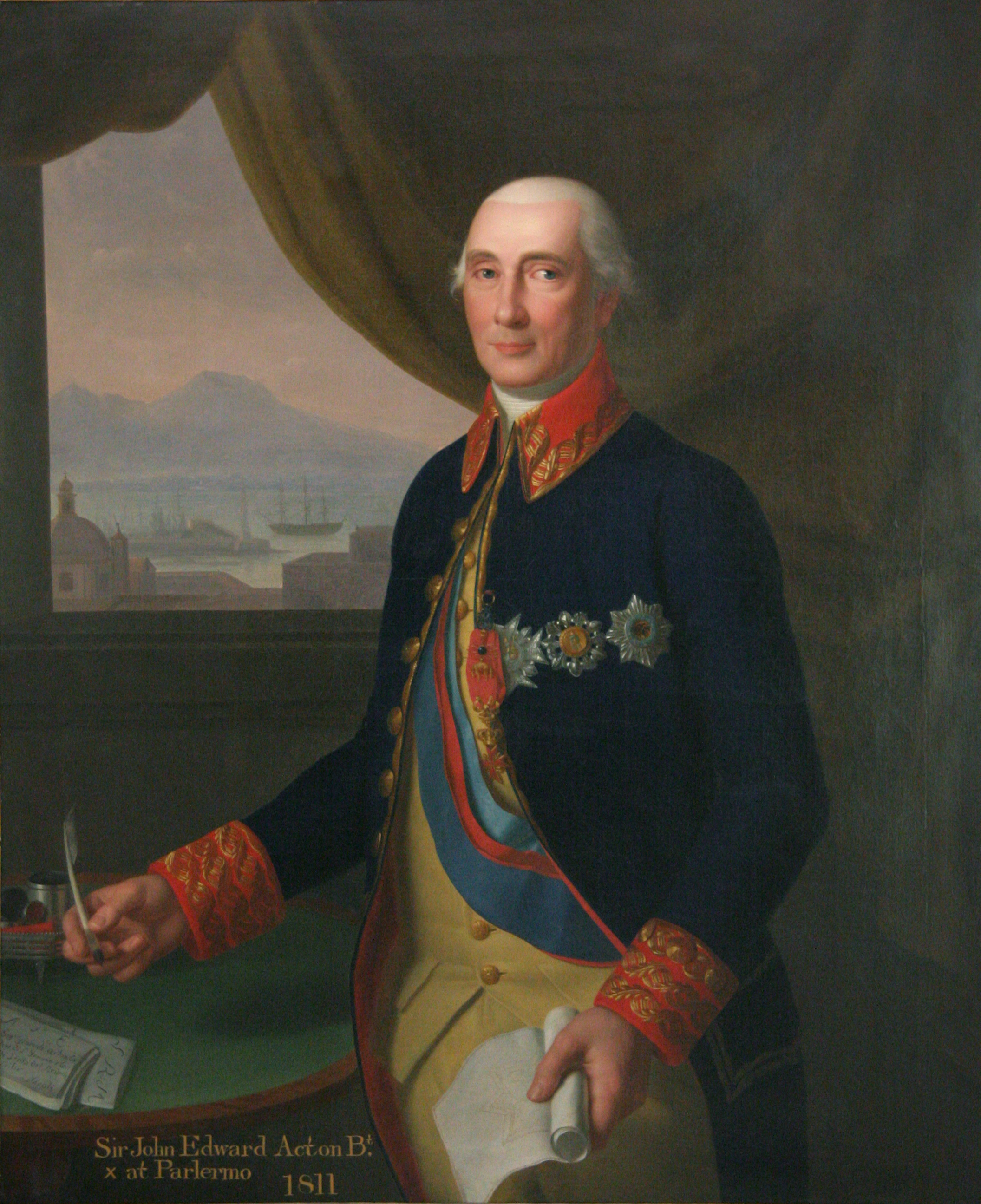
John Acton, ministre napolitain, 1802.

Avec l'accession au trône d'Espagne de Charles III, pendant la minorité de Ferdinand Ier, la Marine fut complètement négligée parce que le ministre Bernardo Tanucci, qui était resté en charge même après le départ de Charles, n'avait jamais totalement partagé la politique navale du souverain.
Une forte reprise eut lieu grâce à la détermination de la Reine Marie-Caroline, qui voulait à Naples John Acton, officier d'origine britannique, jusque-là au service du grand-duc de Toscane, Léopold d'Autriche, frère de la reine.
Le lieutenant-général Acton, fut placé à la tête du ministère du Commerce et de la Marine en 1779 et, en homme expert dans les affaires militaires et navales, il fut l'organisateur de la nouvelle marine et inaugura la seconde période de forte croissance dans la Marine napolitaine.
Tout d'abord, il organisa la flotte sur deux escadres : les navires de ligne et les chebecs. Il acheta des navires de ligne et des  frégate et lança un vaste programme de constructions, il élargit le Collège de la Marine, il envoya de jeunes aspirants avec d'autres officiers à exercer un service temporaire sur les navires des principales marines militaire d'Europe. Il fonda lechantier naval de  Castellammare di Stabia et créa le corps d'infanterie de Marine dénommé Reggimento Real Marina.

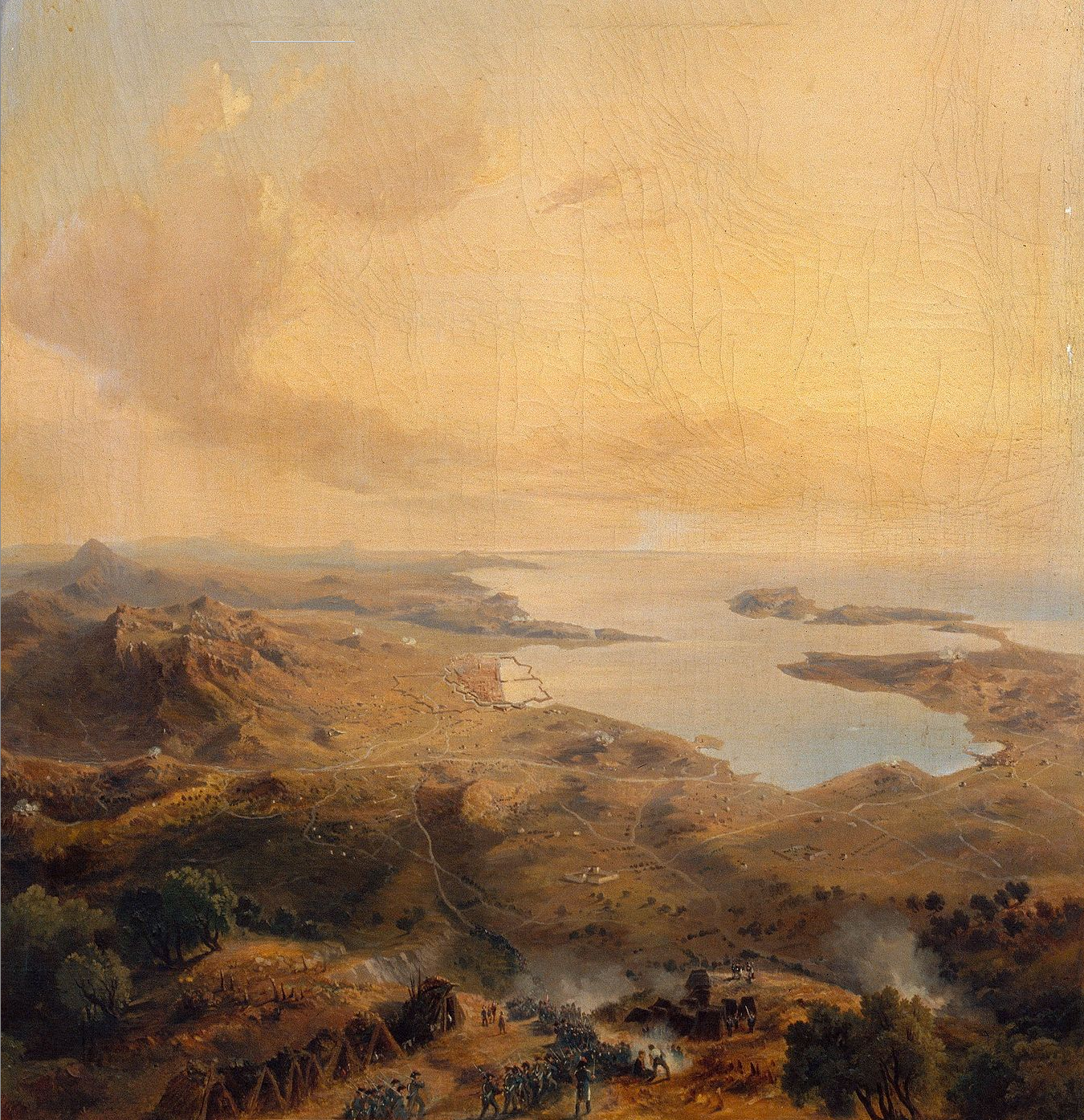
La flotte des Deux-Siciles participe au siège de Toulon (1793). Toile de Jean-Antoine-Siméon Fort (1793-1861).

En 1788, la Marine comprenait 39 navires armés de 962 canons ainsi répartis:
- 3 navires de ligne de 74 canons,
- 1 navire de ligne de 60 canons,
- 6 frégates de 40 canons,
- 2 frégates de 35 canons,
- 1 orca de 36 canons,
- 2 chebecs de 24 canons,
- 4 chebecs de 20 canons,
- 4 chebecs de 20 canons,
- 2 chebecs de 12 canons,
- 4 brigantins de 12 canons,
- 10 goélettes de 3 canons.

La troupe se composait de :
- 4 capitaines de vaisseaux,
- 10 capitaines de frégate,
- un grand nombre d'officier de grade inférieur,
- 270 marins,
- 470 canonniers,
- 2 128 fantassins de marine,

La dépense totale s'élevait à 653 000 ducats, augmentant l'année suivante de 250 000 ducats et ce jusqu'à concurrence du montant de 1 023 000 ducats en 1790. Avec cet argent, le programme de construction s'amplifia avec la réalisation d'un navire de 74 canons, et d'un grand nombre de barques canonnières pour atteindre 140 unités en quelques années.
Ces années de construction, non seulement pour les forces navales, rencontrèrent une brusque interruption avec l'invasion de l'État par les troupes françaises. Ferdinand Ier, vaincu, se réfugia en Sicile. Naples, occupée, devint la capitale de la République parthénopéenne.
La marine napolitaine connut les  événements de 1799, qui peuvent être résumés en deux épisodes, tous deux douloureux : l'incendie de la moitié de la flotte qui n'avait pas suivi le roi en Sicile, puis la condamnation à mort de son amiral Francesco Caracciolo. Le Royaume-Uni joua dans les deux épisodes un rôle décisif, qui, compte tenu de sa grande puissance maritime, préférait des alliés maritimes pas trop puissants.
Le retour de Ferdinand Ier fut presque une sorte d'interlude avant le retour des Français, cette fois pour dix ans.

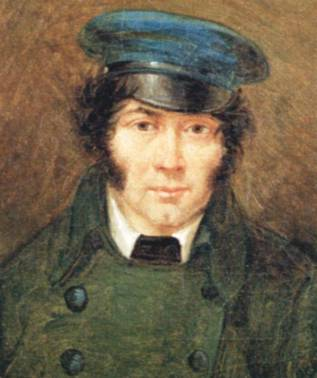
Francesco Caracciolo

### La période napoléonienne et la restauration (1806)
Sous Joseph Bonaparte, qui était monté sur le trône de Naples le 30 mars 1806, la Marine fut organisée suivant les règles françaises. Une bonne impulsion fut donnée par le souverain suivant Joachim Murat avec la construction des bâtiments suivants:
- Navire de ligne de 74 canons Capri,
- Navire de ligne de 74 canons Gioacchino,
- Frégate Leticia,
- Frégate Carolina.

En 1815, les Bourbon, de retour à Naples, établirent de nouvelles ordonnances qui constituaient différents corps d'officiers, un observatoire nautique, une Académie de la Marine et trois compartiments maritimes : Naples, Palerme et Messine. En 1818 le nouveau règlement de la marine fut promulgué.

### Ferdinand II des Deux-Siciles, roi en 1830

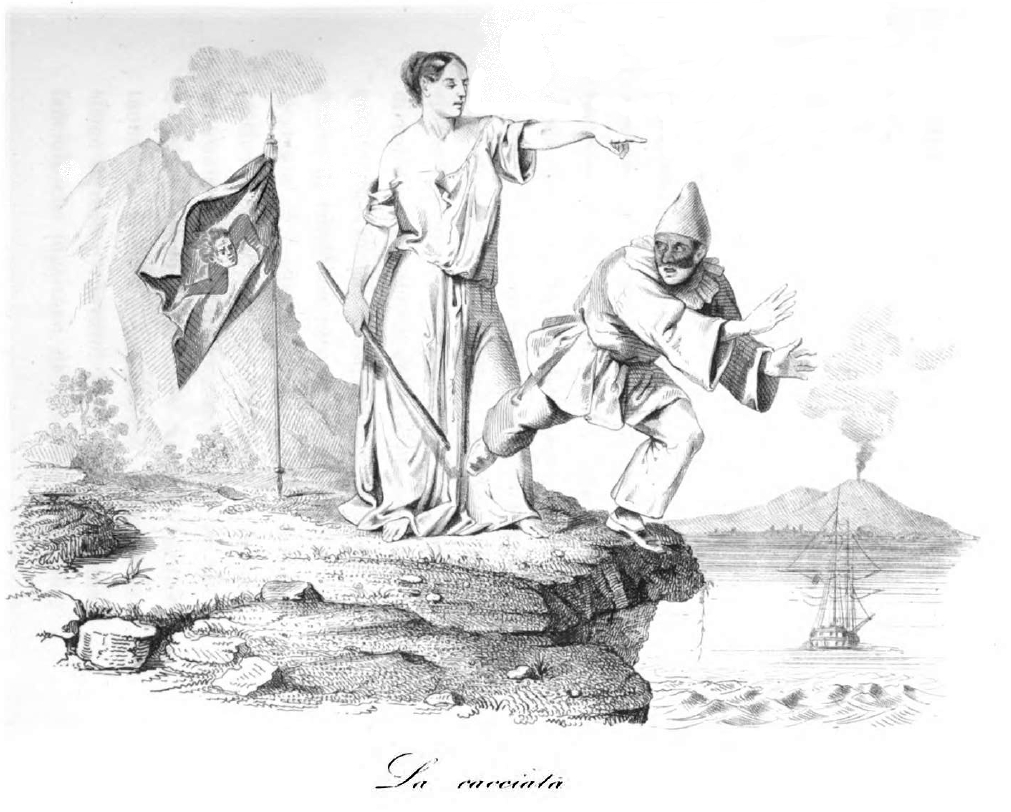
La Sicile en révolte contre Ferdinand II, image satirique de Michelangelo Pinto, 1850.

Sous le règne de Ferdinand II, la construction de bateaux à vapeur fut lancée, le corps du personnel de pilotage, le corps des canonniers et marins furent créés ainsi que les écoles des ingénieurs mécaniciens, dans l'établissement de Pietrarsa, et celle des machinistes afin de fournir des mécaniciens et machinistes pour les navires à vapeur. Cette décision avait pour origine la crise du soufre, à la limite du conflit, avec le Royaume-Uni.
En 1842, des officiers de la Marine sarde, parmi lesquels le comte Carlo Pellion di Persano, furent envoyés pour étudier l'organisation et les progrès de la Marine napolitaine.
En 1843, une division (le navire de ligne Vesuvio, les frégates Partenope, Amalia et Regina Isabella), sous le commandement du Capitaine de vaisseau le Baron Raffaele De Cosa (it), fut envoyée en Amérique du Sud comme escorte d'honneur de la princesse Thérèse-Christine de Bourbon-Siciles, sœur de Ferdinand II, qui devait épouser Pierre II, empereur du Brésil.
En 1844, la frégate Urania fit une croisière d'instruction d'août 1844 à janvier 1846, jusqu'au Brésil et au retour, aux États-Unis, devenant ainsi le premier navire de guerre d'un État italien à visiter les États-Unis. Le voyage est précisément décrit par les élèves et les points de vue sur le développement de la ville de New-York sont particulièrement intéressants.
Ferdinand II fit réaliser une forme de radoub, premier bassin italien en maçonnerie. Le chantier fut solennellement inauguré après deux ans de travail, avec une grande fête publique, le 15 août 1852. L'événement fut immortalisé dans deux peintures à l'huile de Salvatore Fergola.
L'armée de mer se composait de :
1. Corps royal des canonniers marins, constitué de 16 compagnies embarquées et de deux compagnies sédentaires;
2. Régiment Real Marina de 2 400 hommes, constitué de deux bataillons de six compagnies,
3. Corps du génie maritime,
4. Corps télégraphique,
5. Corps sanitaire,
6. Corps administratif avec trois départements (Naples, Palerme et Messine).

L'amirauté est l'organe suprême de l'armée de mer, dirigée par le prince de Bourbon, frère du roi, commandant général de l’armée de mer avec le grade de vice-amiral avec à ses côtés un conseiller de l'amirauté.
En 1848 pendant la première guerre d'indépendance italienne, Ferdinand II envoya 5 frégates à vapeur, 2 à voile, 1 brigantin et plusieurs transports avec 4 000 soldats aux ordres de Guglielmo Pepe afin de libérer Venise des Autrichiens mais la révolution du 15 mai mit fin à l'expédition et le roi se retira de la guerre.
Après les évènements de 1848 dans l'Adriatique, la Marine napolitaine  vécut une période apparemment calme durant laquelle furent lancées diverses unités qui continuèrent leur service dans la Regia Marina après l'unification : les navires Monarca et Re Galantuomo qui, avec 86 pièces sur 3 ponts et 3 669 tonnes, fut la plus puissante unité de guerre de la marine pré-unitaire et qui ressemblait singulièrement au navire école, Amerigo Vespucci qui fut construit 80 ans plus tard par le même chantier, ainsi que la frégate à vapeur Ettore Fieramosca.
Minée par la forte dissidence politique des gradés les plus élevés envers le gouvernement des Bourbon, qui avaient établi des accords avec les autorités du royaume de Sardaigne, la Marine fut totalement absente lors du débarquement de Garibaldi et au cours des événements qui suivirent. Il s'ensuivit l'annexion du royaume des Deux-Siciles par le royaume de Sardaigne et en 1860, la marine du royaume de Sardaigne était entre les mains du ministre Camillo Cavour et forma, avec celle du royaume des Deux-Siciles, la marine du nouveau royaume d'Italie.

### Unités en service dans l'armée de mer en 1860
| Force navale à voile du royaume des Deux-Siciles (1860) |                       |         |        |                                                          |
| Type                                                    | Nome                  | Tonnage | Canons | Lieu et date de lancement                                |
| Navire de ligne                                         | Vesuvio               | 3530    | 84     | Castellammare, 2 décembre 1824                           |
| Navire de ligne                                         | Monarca (it)          | 3 660   | 86     | Castellammare, 5 juin 1850 (transformé à hélice en 1858) |
| Frégate                                                 | Amalia (it)           | 1 642   | 54     | Castellammare, 16 juin 1811                              |
| Frégate                                                 | Isabella (it)         | 2 529   | 50     | Castellammare, 9 juillet 1827                            |
| Frégate                                                 | Partenope (it)        | 2 583   | 52     | Castellammare, 17 novembre 1834                          |
| Frégate                                                 | Regina (it)           | 2 908   | 52     | Castellammare, 27 septembre 1840                         |
| Frégate                                                 | Cristina (it)         | 763     | 24     | Castellammare, 25 décembre 1812                          |
| Brigantin                                               | Generoso (it)         | 640     | 18     | Castellammare, 18 septembre 1840                         |
| Brigantin                                               | Intrepido (it)        | 640     | 18     | Castellammare, 19 décembre 1839                          |
| Brigantin                                               | Principe Carlo (it)   | 414     | 18     | Castellammare, 16 mars 1828                              |
| Brigantin                                               | Valoroso (it)         | 594     | 18     | Castellammare, 27 septembre 1837                         |
| Brigantin                                               | Zeffiro (it)          | 594     | 18     | Naples, 19 décembre 1832                                 |
| Goélette                                                | Menai 'goélette)Menai | ...     | 2      | ...                                                      |
| Cotre                                                   | Sparviero             | 137     | 2      | Naples, 22 décembre 1851                                 |

En plus : 4 bombardiers, 21 canonniers et divers autres bâtiments.

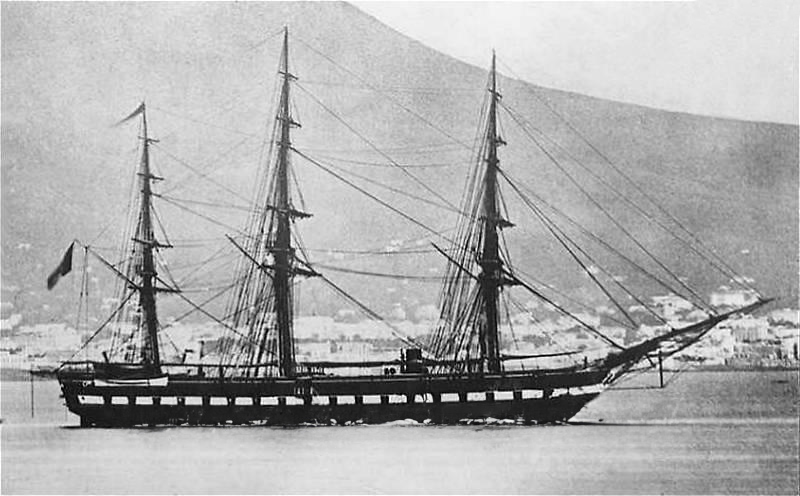
La fregata Borbone

| Force navale à vapeur du royaume des Deux-Sicile (1860) |                              |         |        |                                 |
| Type                                                    | Nome                         | Tonnage | Canons | Lieu et date de lancement       |
| Frégate                                                 | Farnese (it)                 | 3 680   | ...    | Castellammare, 6 avril 1861)    |
| Frégate                                                 | Borbone                      | 3 444   | 54     | Castellammare, 18 janvier 1860  |
| Frégate                                                 | Archimede (it)               | 1 306   | 10     | Castellammare, 3 octobre 1844   |
| Frégate                                                 | Ercole (it)                  | 1 306   | 10     | Castellammare, 24 octobre 1843  |
| Frégate                                                 | Ettore Fieramosca (it)       | 1 400   | 10     | Castellammare, 14 novembre 1850 |
| Frégate                                                 | Fulminante (it)              | 1 410   | 12     | Blackwall, 1848                 |
| Frégate                                                 | Guiscardo (it)               | 1 018   | 10     | Gravesend, 1843                 |
| Frégate                                                 | Roberto (it)                 | 1 018   | 10     | Gravesend, 1843                 |
| Frégate                                                 | Ruggiero (it)                | 1 018   | 10     | Gravesend, 1843                 |
| Frégate                                                 | Tancredi (it)                | 1 018   | 10     | Gravesend, 1843                 |
| Frégate                                                 | Sannita (it)                 | 1 300   | 10     | Castellammare, 7 août 1846      |
| Frégate                                                 | Torquato Tasso               | 1 330   | 10     | Castellammare, 28 mai 1856      |
| Frégate                                                 | Veloce (it)                  | 962     | 10     | Cowes, 1848                     |
| Corvette                                                | Aquila (corvette)Aquila (it) | 576     | 4      | Royaume-Uni, 1840               |
| Corvette                                                | Stromboli (it)               | 580     | 8      | Gravesend, 1844                 |
| Aviso                                                   | Messaggero                   | 250     | 6      | La Ciotat, 1850                 |
| Aviso                                                   | Saetta                       | 250     | 6      | La Ciotat, 1850                 |
| Aviso                                                   | Antelope                     | 154     | 4      | Royaume-Uni, 1843               |
| Aviso                                                   | Delfino                      | 70      | 4      | Castellammare, 26 mai 1843      |
| Aviso                                                   | Ferdinando II (it)           | 183     | 6      | Royaume-Uni, 1833               |
| Aviso                                                   | Maria Teresa (it)            | 330     | 4      | Castellammare, 18 juillet 1854  |
| Aviso                                                   | Miseno (it)                  | 596     | 8      | La Ciotat, 1844                 |
| Aviso                                                   | Palinuro                     | 596     | 8      | La Ciotat, 1844                 |
| Aviso                                                   | Peloro (it)                  | 292     | 4      | Royaume-Uni, 1842               |
| Aviso                                                   | Rondine                      | 154     | 4      | Royaume-Uni, 1843               |
| Aviso                                                   | Sirena (it)                  | 354     | 6      | Castellammare, 9 novembre 1859  |
| Remorqueur                                              | Eolo                         | ...     | ...    | ...                             |
| Remorqueur                                              | Furia                        | ...     | ...    | Castellammare, 1838             |
| Remorqueur                                              | Etna                         | ...     | ...    | Castellammare                   |

### Organigramme de l'armée de mer en 1860
| Organisation de la Marine royale des Deux-Siciles (1860) |           |                |                  |       |
| Corps                                                    | Officiers | Sous-officiers | Hommes de troupe | Total |
| Officiers généraux                                       | 16        | 0              | 0                | 16    |
| Officiers de guerre                                      | 150       | 0              | 0                | 150   |
| Génie maritime                                           | 19        | 0              | 0                | 19    |
| Génie hydraulique                                        | 12        | 0              | 16               | 28    |
| Corps télégraphique                                      | 42        | 0              | 468              | 510   |
| Parc d'artillerie                                        | 6         | 10             | 65               | 81    |
| Canonniers et marins                                     | 61        | 201            | 1 992            | 2 254 |
| Régiment de la Marine royale                             | 34        | 96             | 1 200            | 1 330 |
| Corps administratif                                      | 64        | 16             | 0                | 80    |
| Chirurgiens navigants                                    | 48        | 0              | 0                | 48    |
| Hôpitaux                                                 | 24        | 13             | 16               | 53    |
| Aumôniers navigants                                      | 24        | 0              | 0                | 24    |
| Pilotes                                                  | 0         | 120            | 0                | 120   |
| Machinistes                                              | 0         | 134            | 0                | 134   |
| Bas officiers de mer                                     | 0         | 208            | 0                | 208   |
| Maitre arsenaux                                          | 0         | 0              | 253              | 253   |
| Marins et canonniers sédentaires                         | 0         | 0              | 1 176            | 1 176 |
| Totaux                                                   | 500       | 798            | 5 168            | 6 466 |

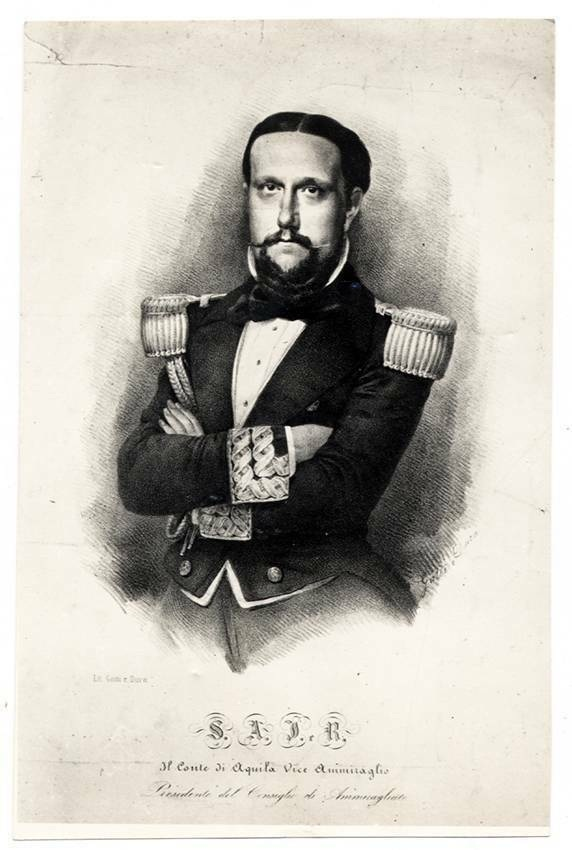
Louis de Bourbon-Siciles, comte d'Aquila

Président du conseil de l'amirauté: Louis de Bourbon-Siciles